# Volleyball World Beach Pro Tour Elite 16
Los Elite16 son una serie de torneos oficiales de vóley playa masculino y femenino que forman parte del calendario anual del VW Beach Pro Tour, celebrado anualmente durante todo el año en Europa, América, África y Asia. Los torneos de esta serie constituyen la primera categoría del circuito profesional, tanto masculino como femenino, y son los que más importancua tienen, por delante de los Challenge y los Futures.
Los resultados obtenidos en torneos del BPT Elite 16 otorgan a los jugadores más puntos para el ranking mundial (1200 puntos para el ganador que se suman en el ranking de la FIVB) que los torneos regulares. Además, las 10 mejores parejas de la temporada disputan las BPT Finals, para lo que se suman los puntos de los 11 BPT Elite 16 y las mejores puntuaciones de los demás torneos del año.

## Historia
La serie tuvo su origen después de que la FIVB, mediante Volleyball World, tomara el control en la organización de los torneos del tour en 2022, reuniendo a los torneos más prestigiosos del World Volley Tour, que se había realizado entre 1989 y 2021.
Los eventos fueron originalmente conocidos como "Open", pero fueron evolucionando conforme se fue asentando el Circuito Mundial de Vóley Playa. En 1997, la serie pasó a llamarse Grand Slams. En el año 2015, el nombre fue cambiado a Major Series y luego cambió a Five Stars en 2017. Unos pasos previos hasta que en 2022 se denominaron Volleyball World Beach Pro Tour Elite 16 o simplemente BPT Elite 16.

## Distribución de puntos
Los siguientes puntos se otorgan a un jugador que logra alcanzar una determinada etapa en un torneo Futures (cuadro principal de 16 parejas más las 12 parejas de las rondas previas):
- Ganador: 1200 puntos
- Subcampeón: 1100 puntos
- Tercer clasificado: 1000 puntos
- Cuarto clasificado: 900 puntos
- Cuartos de final: 760 puntos
- Ronda 12: 600 puntos
- Ronda 18: 460 puntos
- Fase de grupos: 380 puntos
- Fase previa: 300 puntos

## BPT Elite16
Los lugares en donde se disputan los 11 torneos de Elite16 suelen ser fijos, aunque desde su creación ha habido algunos cambios. Los once torneos (ordenados cronológicamente de acuerdo a su distribución en el año) son:
| Torneo          | Nombre oficial                 | Lugar                      | Creado |
| --------------- | ------------------------------ | -------------------------- | ------ |
| Quintana Roo    | BPT Elite16 de México          | Quintana Roo, México       | 2022   |
| Saquarema       | BPT Elite16 de Saquarema       | Brasilia, Brasil           | 2023   |
| Brasilia        | BPT Elite16 de Brasilia        | Brasilia, Brasil           | 2024   |
| Ostrava         | J&T Banka Ostrava Beach Pro    | Ostrava, República Checa   | 2018   |
| Gstaad          | Swatch Beach Pro Gstaad        | Gstaad, Suiza              | 2000   |
| Montreal        | BPT Elite16 de Montreal        | Montreal, Canadá           | 2022   |
| Hamburgo        | BPT Elite16 de Hamburgo        | Hamburgo, Alemania         | 2006   |
| João Pessoa     | BPT Elite16 de João Pessoa     | João Pessoa, Brasil        | 1996   |
| Rio de Janeiro  | BPT Elite16 de Rio de Janeiro  | Rio de Janeiro, Brasil     | 1987   |
| Ciudad del Cabo | BPT Elite16 de Ciudad del Cabo | Ciudad del Cabo, Sudáfrica | 2022   |
| Doha            | BPT Elite16 de Doha            | Doha, Qatar                | 2014   |

## Las otras ciudades que fueron sedes
Además, estos son los otros emplazamientos donde se han disputado un Elite16 desde su creación en 2022.
| Torneo     | Nombre oficial            | Lugar              | Periodo     |
| ---------- | ------------------------- | ------------------ | ----------- |
| Vienna     | BPT Elite16 de Viena      | Viena, Austria     | 2018        |
| Jurmala    | BPT Elite16 de Jurmala    | Jurmala, Letonia   | 2022        |
| Torquay    | BPT Elite16 de Torquay    | Torquay, Australia | 2022        |
| París      | BPT Elite16 de París      | París, Francia     | 2022 - 2023 |
| Uberlandia | BPT Elite16 de Uberlandia | Uberlandia, Brasil | 2022 - 2023 |
| Espinho    | BPT Elite16 de Espinho    | Espinho, Portugal  | 2024        |